# Acompsia muellerrutzi
Acompsia muellerrutzi is een vlinder uit de familie tastermotten (Gelechiidae). De wetenschappelijke naam is voor het eerst geldig gepubliceerd in 1925 door Wehrli.
De soort komt voor in Europa.